# Desa Logede (administrativ by i Indonesien, lat -7,68, long 109,62)
Desa Logede är en administrativ by i Indonesien.   Den ligger i provinsen Jawa Tengah, i den västra delen av landet, 300 km sydost om huvudstaden Jakarta.